# Liste der Pfarren im Dekanat Tulln
Das Dekanat Tulln ist ein Dekanat der römisch-katholischen Diözese St. Pölten.

## Pfarren mit Kirchengebäuden und Kapellen
| Ort                         | Pfarrverband     | Seit              | Patrozinium                | Kirchengebäude und Kapellen                                                                                     | Bild |
| --------------------------- | ---------------- | ----------------- | -------------------------- | --- | ---- |
| Abstetten                   |                  | 1647 und 1937     | Hl. Martin                 | Pfarrkirche Abstetten                                                                                           |      |
| Chorherrn                   |                  | 13. Jh.           | Hl. Ägidius                | Pfarrkirche Chorherrn                                                                                           |      |
| Freundorf                   | Sieghartskirchen | um 1300 und 1939  | Hl. Johannes der Täufer    | Pfarrkirche Freundorf                                                                                           |      |
| Judenau                     | Sieghartskirchen | 1783              | Allerhlgst. Dreifaltigkeit | Pfarrkirche Judenau                                                                                             |      |
| Königstetten                |                  | 1401              | Hl. Jakobus der Ältere     | Pfarrkirche Königstetten                                                                                        |      |
| Langenlebarn                |                  | 1349              | Hl. Helena                 | Pfarrkirche Langenlebarn Fliegerhorstkirche                                                                     |      |
| Langenrohr                  |                  | 1939              | Hl. Nikolaus               | Pfarrkirche Langenrohr                                                                                          |      |
| Maria Ponsee                |                  | 1308              | Mariä Geburt               | Pfarrkirche Maria Ponsee Inkorporiert: Herzogenburg (CanReg)                                                    |      |
| Michelhausen                |                  | 12. Jh.           | Hll. Petrus und Paulus     | Pfarrkirche Michelhausen                                                                                        |      |
| Ollern                      |                  | 1783              | Hl. Rochus                 | Pfarrkirche Ollern                                                                                              |      |
| Rappoltenkirchen            |                  | 12. Jh., neu 1733 | Hl. Georg                  | Pfarrkirche Rappoltenkirchen Filialkirche Kogl                                                                  |      |
| Ried am Riederberg          | Sieghartskirchen | 1211 und 1784     | Hl. Johannes der Täufer    | Pfarrkirche Ried am Riederberg                                                                                  |      |
| Rust                        |                  | 1784              | Hl. Martin                 | Pfarrkirche Rust im Tullnerfeld                                                                                 |      |
| Sieghartskirchen            | Sieghartskirchen | um 1100           | Hl. Margareta              | Pfarrkirche Sieghartskirchen                                                                                    |      |
| St. Andrä vor dem Hagentale |                  | 11. Jh.           | Hl. Andreas                | Pfarrkirche St. Andrä vor dem Hagental Filialkirche Greifenstein, Filialkirche Wolfpassing, Kapelle Hintersdorf |      |
| Tulbing                     |                  | 14. Jh.           | Hl. Mauritius              | Pfarrkirche Tulbing                                                                                             |      |
| Tulln-St. Severin           |                  | 1982              | Hl. Severin                | Pfarrkirche Tulln-St. Severin                                                                                   |      |
| Tulln-St. Stephan           |                  | 1014              | Hl. Stephanus              | Pfarrkirche Tulln-St. Stephan Karner „Dreikönigskapelle“, Minoritenkirche Tulln                                 |      |
| Zeiselmauer                 |                  | 1784              | Mariä Empfängnis           | Pfarrkirche Zeiselmauer                                                                                         |      |
| Zwentendorf                 |                  | Anfang 11. Jh.    | Hl. Stephanus              | Pfarrkirche Zwentendorf                                                                                         |      |

## Dekanat Tulln
Das Dekanat umfasst 20 Pfarren.

## Dechanten
- seit 2013 Gregor Slonka, Pfarrer in Sieghartskirchen, Ried, Judenau und Freundorf[2]